# Aeroportul Municipal Elkhart
Aeroportul Municipal Elkhart (IATA: EKI, ICAO: KEKM, FAA LID: EKM) este un aeroport din Indiana, Statele Unite ale Americii ce deservește zona Elkhart⁠(d). Aeroportul a fost tranzitat în 2017 de 24 de pasageri. A fost numit după zona deservită.
Situat la o altitudine de 237 m, aeroportul dispune de 2 piste.

## Infrastructură

### Piste
Aeroportul dispune de 2 piste. Pista 09/27 are suprafața de beton și dimensiunile 6.500 picioare × 120 picioare. Pista 18/36 are suprafața de asfalt și dimensiunile 3.999 picioare × 75 picioare. 